# عنفة

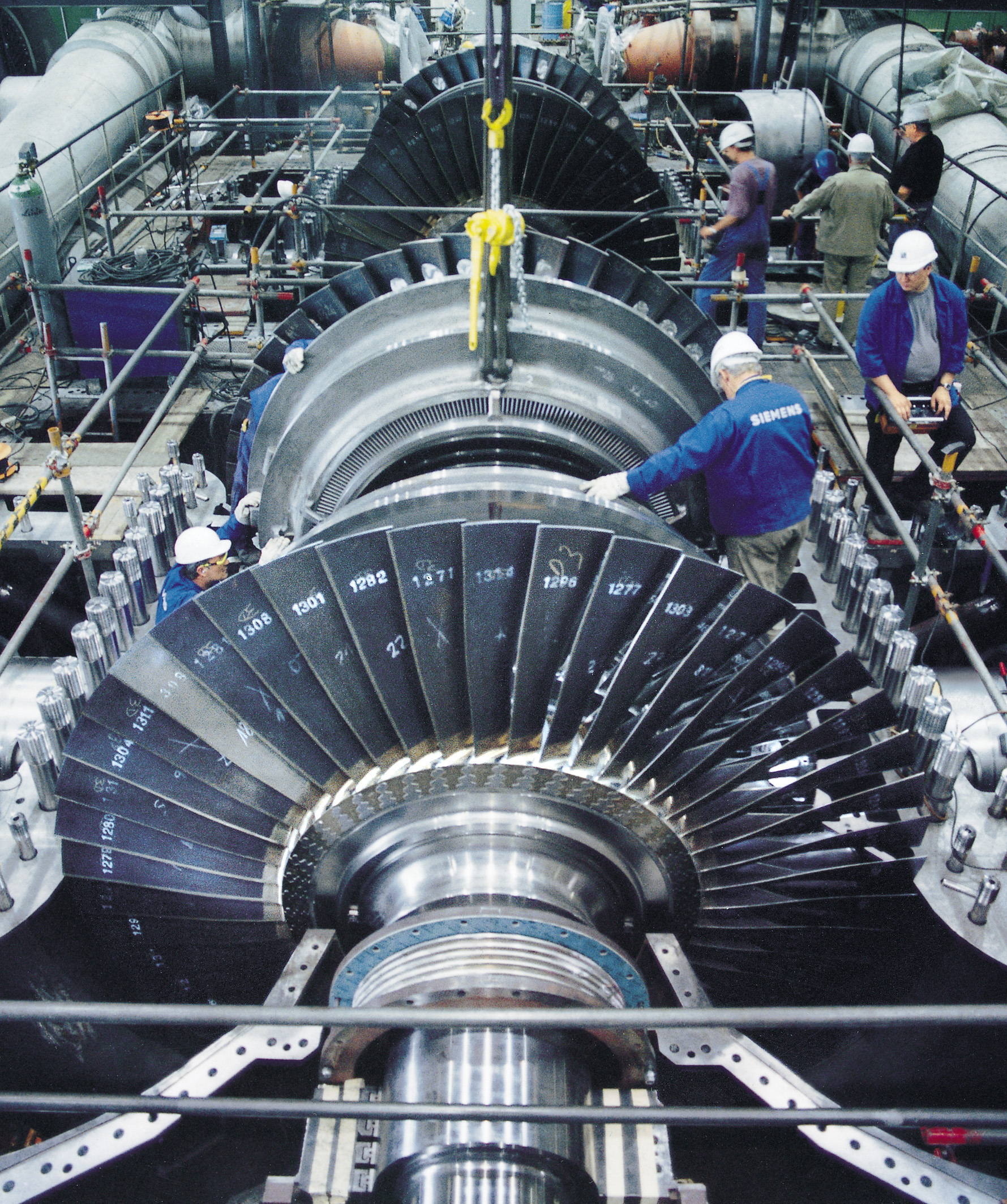
عنفة بخارية

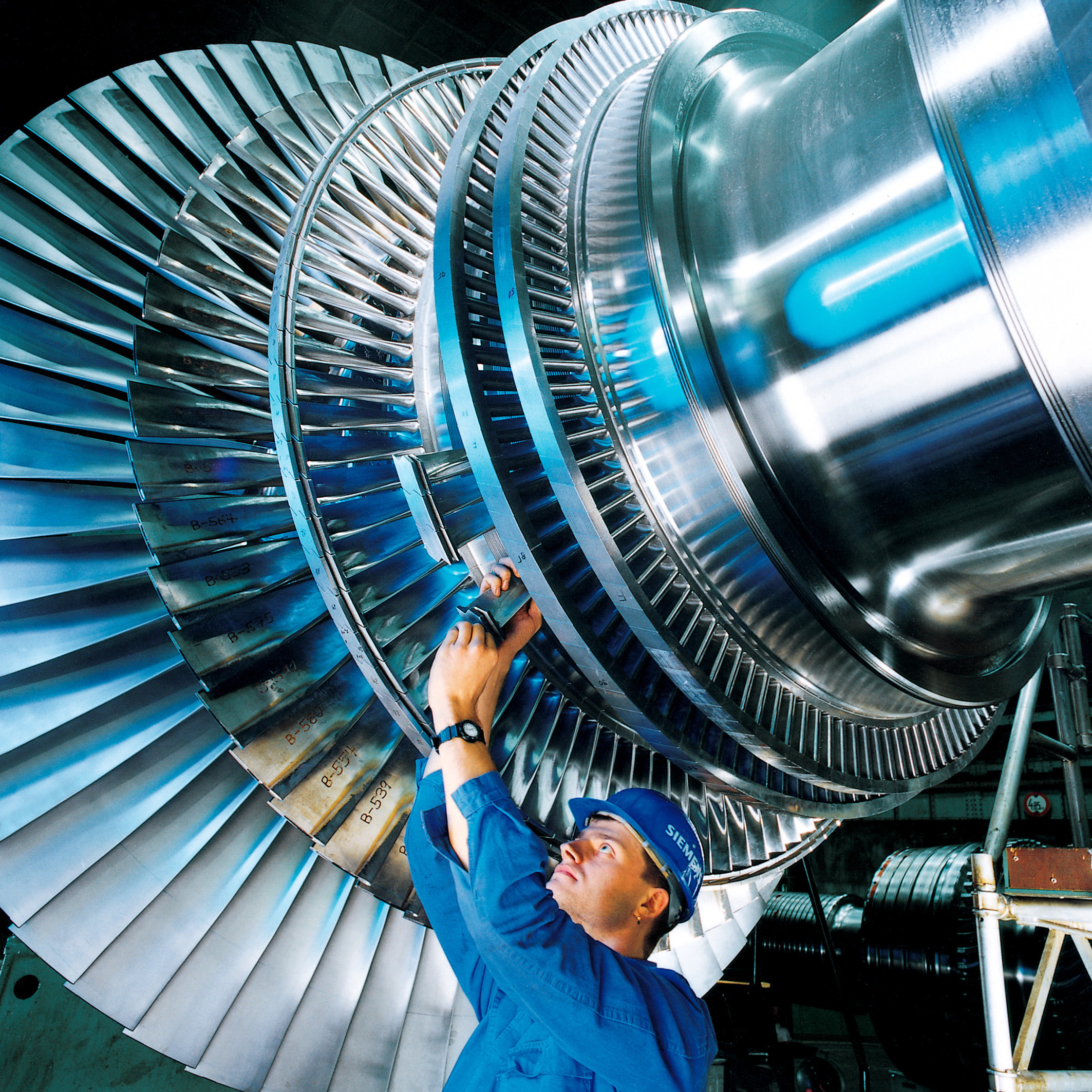
عنفة بخارية من تصنيع شركة سيمنز الألمانية.

العَنَفَة (بالإنجليزية: Turbine) آلةٌ دوَّارة (ذات عضو دوَّار)، يُديرها تدفق مائع (كسائلٍ أو غاز: كالماء، والهواء، والبخار). تُحوّل طاقةَ المائع الحركية إلىٰ طاقة حركية دورانية  تُحرّك الآلات. توصّل العنفة الطاقة الميكانيكية إلى الآلات الأخرى عن طريق دوران المحور الدّوار Rotor. توفّر العنفة الطّاقة لآلات مختلفة، منها المولّدات الكهربائيّة ومضخات الماء. وفي الواقع، تنتج المولّدات التي تحرّكها عنفات معظم الكهرباء المستخدمة في إضاءة المنازل وتشغيل المصانع. وتؤدي العنفات التي تُشغّل مضخّات الماء دورًا مهمًّا في مشاريع الرّي في جميع أنحاء العالم. وتستخدم العنفات كذلك لتدوير مراوح السّفن، وتُعدُّ جزءًا مهمًّا في محرّك الطّائرة الّنفّاثة. ولها تُحرق أنواعٌ من الوقود مثل الزّيت والغاز الطبيعي. فبدلًا من استخدام الحرارة لإنتاج البخار ـ كما في عنفات البخار ـ فإن عنفات الغاز تستخدم الغازات الساخنة مباشرة. وتُستخدم عنفات الغاز لتشغيل المولدات الكهربائية، والسفن، وسيارات السباق، كما تستخدم في محركات الطائرة النفاثة.
العنفات البخارية، الغازية والمائية عادة تحتوي على غلاف حول ريش المروحة التي تجمع وتتحكم بعمل السائل. يعود الفضل في اختراع العنفة الغازية إلى المهندسين السير تشارلز بارسونز (1854-1931) لاختراعة العنفة التفاعلية، والمهندس السويدي غوستاف دي لافال (1845-1913) لاختراعه العنفة الاندفاعية. التوربينات البخارية الحديثة تستخدم العنفات التفاعلية والاندفاعية في نفس الوحدة، نموذجياً تختلف درجات التفاعل والاندفاع من أصل الريش إلى محيطها الخارجي.
جهاز شبية بالتوربين ولكنه يعمل بالعكس مثال المدفوع هو المضخة أو ضاغط الغاز. ضاغط الغاز المحوري في العديد من التوربينات الغازية هو خير مثال على ذلك. أيضا تستخدم هنا التوربين الانفعالي والتدافعي مره أخرى، في ضاغطات الغاز الحديثة، درجة التفاعل والاندفاع تختلف من أصل الريش إلى محيطها الخارجي.
صاغ كلاود بوردن مصطلح تيربو من اللاتينية أو فورتكس خلال مسابقة هندسية في 1828. صنع بينوا فورينرون أول عنفة مائية عملية، وهو طالب من طلاب كلاود بوردن.
التوربين هو مادة توضع في المحركات

## نظرية التشغيل
يحتوي السائل العامل على طاقة الوضع ضغط الرأس الهيدروليكي وطاقة حركية (السرعة الرأسية). يمكن للسائل أن يكون قابل لانضغاط أو غير قابل للضغط. توظف بعض المبادئ الفيزيائية لتجميع طاقة هذه العنفات.

## عنفاتاندفاعية
هذه العنفات تغير اتجاه التيار للسوائل عالية السرعة أو تدفق الغاز، مما يؤدي إلى دوران التوربين ويترك السوائل تجري معا طاقة حركية معدومة. لا يوجد هناك تغير ضغطي لسوائل أو الغازات في دوارات الريش للتوربين (الريش المتحركة)،كما في حالة العنفات الغازية أو العنفات البخارية، كل الضغط المنخفض يأخذ مكانة في الريش الثابتة (الخرطوم). قبل الوصول إلى العنفة، يتغير ضغط الرأس الهيدروليكي للسوائل إلى سرعة رأسية من خلال تسريع السائل مع الخرطوم. عنفات بيلتون ويلس ودي لافال تستخدم هذه العملية بشكل خاص. لا تتطلب العنفات الاندفاعية غطاء الضغط حول الدوار بما أن تدفق السائل ينشأ من الخرطوم قبل وصولة إلى الريش على الدوار. يشرح قانون نيوتن الثاني عملية نقل الطاقة للعنفات الاندفاعية.

## عنفاترد فعل
تقوم هذه العنفات بتطوير عزم الدوران عن طريق الرد للغازات أو ضغط السوائل أو الكتلة. ضغط الغازات أو السوائل يتغير كلما تمر هذه الموائع على الريش الدوارة للعنفة. لهذا نحتاج لغطاء الضغط لاحتواء المائع بينما يعمل على مراحل العنفة أو يجب أن تكون العنفات مغمورة تماما بتدفق الموائع (مثل العنفات الهوائية). الغطاء يحوي ويوجه المائع العامل. أغلب العنفات البخارية تستخدم هذه الطريقة. بالنسبة للمائع العامل القابل للانضغاط، تستخدم العنفات مراحل متعددة بكفاءة عالية للأستفادة من هذه الموائع. قانون نيوتن الثالث يشرح أنتقال الحرارة في عنفات رد الفعل.

## أنواع
- توربين غازي (توربين غازيّ)
- توربين بخاري (توربين بخاريّ)
- آلة طوربو